# Giuseppe Buratti
Giuseppe Buratti (Motta Visconti, 3 novembre 1929 – Motta Visconti, 26 maggio 2008) è stato un ciclista su strada italiano.
Professionista dal 1953 al 1960, in carriera vinse la classifica scalatori alla Vuelta a España del 1955.

## Carriera
Nel 1954 ottenne la vittoria del Giro delle Alpi Apuane, valido come seconda prova della Trofeo dell'U.V.I., mentre nel 1955 concluse la Vuelta a España all'ottavo posto (migliore degli italiani) aggiudicandosi anche la classifica scalatori. Nel 1956 chiuse al terzo posto il Giro dell'Appennino, stabilendo il record sulla scalata della Bocchetta (25'00").
Buratti è morto nel 2008 e riposa nella tomba di famiglia del cimitero di Motta Visconti.

## Palmarès
- 1954 (Urago-d'Alessandro, una vittoria)

Giro delle Alpi Apuane

### Altri successi
- 1955 (Urago-d'Alessandro)

Classifica scalatori Vuelta a España

## Piazzamenti

### Grandi Giri
- Giro d'Italia

1953: ritirato
1955: ritirato (2ª tappa)
1956: ritirato
1958: ritirato (9ª tappa)
- Vuelta a España

1955: 8º
1956: 13º
1958: ritirato (7ª tappa)

### Classiche monumento
- Milano-Sanremo

1950: 62º
1954: 62º
1957: 17º
- Giro di Lombardia

1953: 20º
1954: 31º
1956: 58º

### Competizioni mondiali
- Campionati del mondo

Solingen 1954 - In linea: ritirato